# Amblypodia tephlis
Amblypodia tephlis är en fjärilsart som beskrevs av William Chapman Hewitson 1869. Amblypodia tephlis ingår i släktet Amblypodia och familjen juvelvingar. Inga underarter finns listade i Catalogue of Life.